# Necropoli di Cavallo morto
La Necropoli di Cavallo Morto è un'area funeraria scoperta nel 1980 nel territorio del comune di Anzio, nelle campagne tra gli abitati di Lavinio e Campo di Carne.

## Descrizione
Il sepolcreto a incinerazione fu scoperto verso la fine del 1980 e segnalato alla Soprintendenza al Museo Nazionale Preistorico e Etnografico "Luigi Pigorini" dal volontario Claudio Colaceci; gli scavi risalgono ai primi mesi del 1981.
Lo scavo ha portato alla luce circa 40 urne cinerarie, databili all'età del bronzo recente (XIII-XII secolo a.C.), che in alcuni casi oltre ai resti umani contenevano manufatti di bronzo quali fibule ad arco di violino e rasoi a doppio taglio.
Il sepolcreto, probabilmente ricollegabile al vicino abitato preistorico di Colle Rotondo, è la più antica testimonianza del rito funerario della cremazione nel Lazio; è riferibile al periodo avanzato dell'età del bronzo recente, caratterizzato dalla cultura subappenninica.